# The Outer Limits (1963)
The Outer Limits is een Amerikaanse televisie-anthologieserie, die werd uitgezonden van 1963 tot 1965. De serie was qua stijl vergelijkbaar aan The Twilight Zone, maar qua genre focuste de serie zich meer op sciencefiction dan op fantasie.

## Inhoud
Elke aflevering van de serie bevatte een op zichzelf staand verhaal, dat werd geïntroduceerd door Vic Perrin. Perrin opende tevens de serie met de volgende tekst:

There is nothing wrong with your television set. Do not attempt to adjust the picture. We are controlling transmission. If we wish to make it louder, we will bring up the volume. If we wish to make it softer, we will tune it to a whisper. We will control the horizontal. We will control the vertical. We can roll the image, make it flutter. We can change the focus to a soft blur or sharpen it to crystal clarity. For the next hour, sit quietly and we will control all that you see and hear. We repeat, there is nothing wrong with your television set. You are about to participate in a great adventure. You are about to experience the awe and mystery which reaches from the inner mind to... The Outer Limits. — Opening narration – The Control Voice – 1960s

De verhalen uit de serie waren doorgaans serieus, en gefocust op filosofische problemen binnen sciencefiction. Veel van de verhalen draaiden om hoe de menselijke geest duistere buitenaardse bedreigingen overwint.

## Productie
The Outer Limits werd oorspronkelijk uitgezonden op ABC. De serie werd bedacht door Leslie Stevens, en was een van de vele series die was geïnspireerd door The Twilight Zone en Science Fiction Theatre. De pilotaflevering van de serie droeg de titel Please Stand By, maar ABC verwierp deze naam. Daarom kwam Stevens met de titel The Outer Limits.
Schrijvers voor de serie waren onder andere Stevens zelf en Joseph Stefano (scriptschrijver van Psycho). Stefano was ook de producer van het eerste seizoen.
De muziek voor de serie werd gecomponeerd door Dominic Frontiere. In het tweede seizoen werd ook muziek van Harry Lubin gebruikt.

## Cinematografie
De serie maakte soms gebruik van technieken (light, camerawerk en make-up) die doorgaans werden geassocieerd met de film noir of een expressionistische film. De crediet hiervoor werd vaak gegeven aan cinematograaf Conrad Hall, die drie Academy Awards won voor zijn werk in de filmindustrie. Hall werkt slechts mee aan twee derde van het eerste seizoen. Andere cinematograven waren John M. Nickolaus en Kenneth Peach.

## Effecten
Stefano wilde in elke aflevering een monster of vreemd wezen als onderdeel van de plot. Deze wezens werden gemaakt door een aparte groep onder de naam Project Unlimited. Leden van de groep waren Wah Chang, Gene Warren en Jim Danforth. Make-up werd verzorgd door Fred B. Phillips samen met John Chambers.
Een paar van de monsters uit de serie werden hergebruikt in Star Trek: The Original Series, zoals het dierentuinbeest in de pilot, een Talosian, en een "Horta". Leonard Nimoy (Mr. Spock) en William Shatner (James T. Kirk) speelden zelf mee in een paar afleveringen van “The Outer Limits”. Gene Roddenberry was vaak aanwezig in de studio van The Outer Limits om inspiratie op te doen voor Star Trek.

## Heropleving
In 1995 werd de serie nieuw leven ingeblazen. Deze tweede serie liep in totaal zeven seizoenen.